# Camil Afram Antoine Semaan
Camil Afram Antoine Semaan, též Mar Yacoub Ephrem Semaan (* 2. května 1980, Bejrút) je libanonský katolický biskup, syrský katolický exarcha jeruzalémský a člen Shromáždění katolických ordinářů ve Svaté zemi. Synod syrské katolické církve jej zvolil jeruzalémským exarchou, papež František potvrdil 28. března 2020 jeho volbu a jmenoval jej titulárním biskupem hierapolským. Biskupské svěcení přijal 15. srpna 2020, dne 3. července 2021 jej patriarcha Ignace Joseph III. Younan slavnostně uvedl do úřadu v sysrkém kostele sv. Tomáše v Jeruzalémě.